# عملية عكوسية

عملية عكوسية أديباتية : يمكن تغيير الحالة الموصوفة على اليسار إلى الحالة الموصوفة على اليمين وبالعكس بدون استبدال حرارة مع الأشياء المحيطة.

عملية عكوسية  في الكيمياء و الفيزياء (بالإنجليزية: reversible process)‏ تسمى عملية أو دورة بأنها عكوسية عندما يمكن عكسها بواسطة تغير طفيف لأحد خصائص النظام بدون فقد للطاقة. 
ونظرا لأن التغيرات في النظام تكون طفيفة جدا يكون النظام خلال هذا التغير في حالة توازن حراري. وتحتاج عملية عكوسية إلى فترة زمنية لكي تتم ، ولذلك لا تتم عملية أو دورة عكوسية مثاليا في وقت قصير . وتتسم دورة عكوسية بعدم تغير طاقة النظام وما حوله أثناء الدورة ، أي تكون طاقة النظام وما حوله هي نفسها عند بدء العملية وعند نهايتها .
كما يمكن تعريف العملية العكوسية بأنها العملية التي يمكن عكسها بعد انتهائها من غير حدوث أي تغير فيها ولا في الجو المحيط . وبصيغة الحركة الحرارية thermodynamic تعرف العملية أو الدورة بأنها عملية تحول من حالة ترمويناميكية ابتدائية إلى حالة ترموديناميكية أخرى .

## غير العكوس
{مقالة رئيسية :عملية غير عكوسية}
تسمى العملية التي لا تكون عكوسية بأنها عملية «غير عكوسية» . وعند أداء عملية غير عكوسية يتغير النظام ولا يكون النظام خلال سريان العملية في حالة توازن حراري. وقد يكون النظام عند نفس النقطة في دورة عكوسية في نفس الحالة ، ولكن الجو المحيط به يكون قد تغير بعد كل دورة .
أمثلة على تغير الحالات غير عكوسية نذكرها مثل انتقال الحرارة من جسم ساخن إلى جسم بارد ، و اختلاط غازين ، أو اختلاط السوائل ، والاحتكاك حيث تتحول طاقة حركة إلى طاقة حرارية ، وعملية تنفيث الضغط (حيث يتغير الضغط الماء أو الغاز إلى حركة) .

## الإحتكاك في الآلات
في العملية العكوسية تتغير حالة النظام بطريقة أن نتيجة التغير الكلي لإنتروبية النظام والمحيط تساوي صفرا . وتعرّف الدورة العكوسية كيف تكون كفاءة آلة حرارية في الهندسة الميكانيكية : الدورة العكوسية هي الدورة التي لا يحدث خلالها ضياعا من حرارة النظام في صورة عادم ، عندئذ تكون كفاءة الآلة على أعلى مستواها (اقرأ دورة كارنو).
وعلى سبيل المثال ، عندما يتغير ضغط المكبس في محرك سيارة تغيرا بسيطا يحدث احتكاك بين المكبس والأسطوانة ، ولذلك لا تكون تلك الدورة عكوسية ، إذ تـُفقد بعض الطاقة في الاحتكاك .
.
ورغم أن النظام قد اعتراه تغير طفيف فقط عند ازاحته من حالة التوازن الحراري ، إلا أن قدرا ولو بسيطا من الحرارة قد ضاع بسبب الاحتكاك ، ولا يمكن استعادته عن طريق تحريك المكبس في الاتجاه العكسي .